# Roméo Elvis
Roméo Elvis, artiestennaam van Roméo Johnny Elvis Kiki Van Laeken (Ukkel, 13 december 1992), is een Belgische rapper uit Linkebeek. Hij is de zoon van actrice en radiopresentatrice Laurence Bibot en de Brusselse zanger-bassist Marka (Serge Van Laeken) van de groep Allez Allez. Zijn zus Angèle is ook zangeres. Hij begon te rappen op 19-jarige leeftijd, na een moeilijke jeugd waarin hij een strafblad opliep en door zijn ouders op internaat werd gestuurd naar Doornik.
Op de Red Bull Elektropedia Awards 2016 won Roméo Elvis verschillende prijzen, waaronder die voor beste album (Morale, geproduceerd door Le Motel) en beste live act.
De ep Morale II verscheen in 2017. Jan Paternoster speelde enkele gitaarpaartijen in.
Roméo Elvis speelde onder meer op het Dour Festival, Les Ardentes en Couleur Café, op dit laatste zowel solo als lid van Niveau4, een gelegenheidscollectief tegen terreur.
In 2018 kreeg Roméo Elvis een rol op het debuutalbum van zijn zus Angèle. De single Tout Oublier werd een groot succes: in Wallonië en Frankrijk werd het een nummer 1-hit, in Vlaanderen een top 10-hit. Ze ontvingen platina en goud voor de single in België en Frankrijk.

## Discografie
- 2013 - Bruxelles c'est devenu la jungle (ep)
- 2014 - Famille Nombreuse (ep)
- 2016 - Morale (ep)
- 2017 - Morale 2
- 2018 - Morale 2luxe
- 2019 - Chocolat
- 2020 - Maison (ep)
- 2022 - Tout peut arriver
- 2023 - Les galeries (ep)
- 2024 - Écho (ep)